# Gonocalyx tetrapterus
Gonocalyx tetrapterus är en ljungväxtart som beskrevs av Brother Alain. Gonocalyx tetrapterus ingår i släktet Gonocalyx och familjen ljungväxter. Inga underarter finns listade i Catalogue of Life.